# BB 60000
,,
Les BB 60000 sont des locomotives diesel commandées par la SNCF pour son activité fret.
Engins de puissance intermédiaires, elles sont destinées à remplacer, au moins en partie, la série des BB 63400 / BB 63500. La direction de la SNCF a eu à choisir entre trois modèles : le G 1000 de Vossloh, le D 146 Trenitalia de Firema, et un dérivé de l'Am 841 des CFF proposé par Alstom-Espagne. C'est la proposition d'Alstom qui est retenue.

## Conception
Les BB 60000 sont des engins de technologie triphasée asynchrone. Ils dérivent directement de la série 311.1 et du prototype MABI de la Renfe. À la différence de ces séries de base, le constructeur a souhaité remplacer le moteur MTU par un Caterpillar. Par ailleurs, le souhait de la société française de disposer d'un engin muni d'accès par portes frontales a entraîné une nouvelle étude de la cabine. Ces locomotives sont équipées des systèmes RSO, VA, KVB, DAAT, RST, bimode, ATESS, radio de manœuvre et pré-équipement de la télécommande.
L'usine Alstom de Valence (ex-Meifensa, ex-MACOSA) ayant été rachetée par Vossloh en 2005, les premiers engins sont sortis  des chaînes munis des plaques de ce constructeur.
Mais la partie management du projet est toujours pilotée par Alstom.
Les locomotives BB 60000 peuvent être utilisées en unité multiple (UM).

## Service
Arrivées fin 2006, les premières unités connaissent des difficultés de mise au point en matière de shuntage et de système hydrostatique[réf. souhaitée]. Ce système de shuntage a été mis en cause dans l'accident mortel du 27 octobre 2012 au passage à niveau n°40 à Amilly : les barrières se sont levées deux voitures sont passées et ont été heurtées par le convoi ferroviaire.
Leur autorisation de mise en exploitation commerciale est soumise à l'arrêté sécurité ferroviaire d'octobre 2006 et à l'arrêté du 1er juillet 2004. Son dossier de sécurité est analysé par un organisme indépendant de la maîtrise d'œuvre et de la maîtrise d'ouvrage.
Les premières 460000 ont été affectées à l'EMM de Normandie pour services sur Le Havre, Sotteville et Mantes[réf. souhaitée]. Elles ont ensuite essaimé sur la région parisienne. Leur affectation sur d'autres régions est encore sujette à caution en raison de leur charge à l'essieu et de la situation déplorable en matière d'entretien de la plupart des lignes secondaires françaises[réf. nécessaire].
Depuis le début 2008, les BB 60000 font leur apparition au dépôt des locomotives de Villeneuve-Saint-Georges, depuis décembre 2008 sur Achères et depuis 2009 elles sont mises en service au dépôt de Rennes[réf. souhaitée]. Au départ utilisées pour les dessertes locales, elles sont appelées à remplacer les BB 63500 au service de la manœuvre sur les triages de Villeneuve-Saint-Georges et Valenton[pertinence contestée].
Le 1er avril 2009, la 100e unité de la série a été réceptionnée au dépôt de Sotteville-lès-Rouen[pertinence contestée].
Depuis 2011, toutes les locomotives ont été affectées au Technicentre Ferroviaire SNCF Normandie (dépôt de Sotteville).
Depuis février 2015, toutes les locomotives ont été affectées au Technicentre Haute Picardie (dépôt de Longueau)[pertinence contestée].
En novembre 2017, la SNCF vend 6 locomotives (60015, 20, 72, 86, 93 et 105)  à l'entreprise ETF ce qui est effectif depuis le 12 décembre.
En février 2021, la SNCF vend 6 locomotives (60096, 102, 112, 118, 128 et 151)  à l'entreprise Eiffage

## Lignes parcourues
- Le Havre - Sotteville - Mantes
- Rennes - Redon - Nantes
- Villeneuve-Saint-Georges - Brétigny- Tolbiac
- Villeneuve-Saint-Georges - Malesherbes
- Villeneuve-Saint-Georges - Nemours via Montargis
- Le Bourget - Amiens
- Le Bourget - Sotteville-lès-Rouen
- Le Bourget - Troyes
- Bobigny - Les Aubrais
- Sotteville - Noisy le Sec
- St Pierre-des-Corps - Connerré
- Rennes - St Jacques de la Lande
- Le Mans - Château-Gontier
- Rennes - Rosporden
- Mulhouse-Nord - Thann
- Dijon - Nevers
- Engenville - Pithiviers - Orléans
- Somain - Tergnier
- Lille Fives ou lens - Longueau

(Liste non exhaustive)

## Dépôts titulaires
Répartition des 157 locomotives au 20 mai 2022
| STF | Désignation                     | Ville               | Nombre de machines |
| --- | ------------------------------- | ------------------- | ------------------ |
| SLA | STF Infrarail                   | Longueau            | 20 machines        |
| SLT | STF Locomotives thermiques fret | Longueau+Sotteville | 137 machines       |

## Galerie Photos

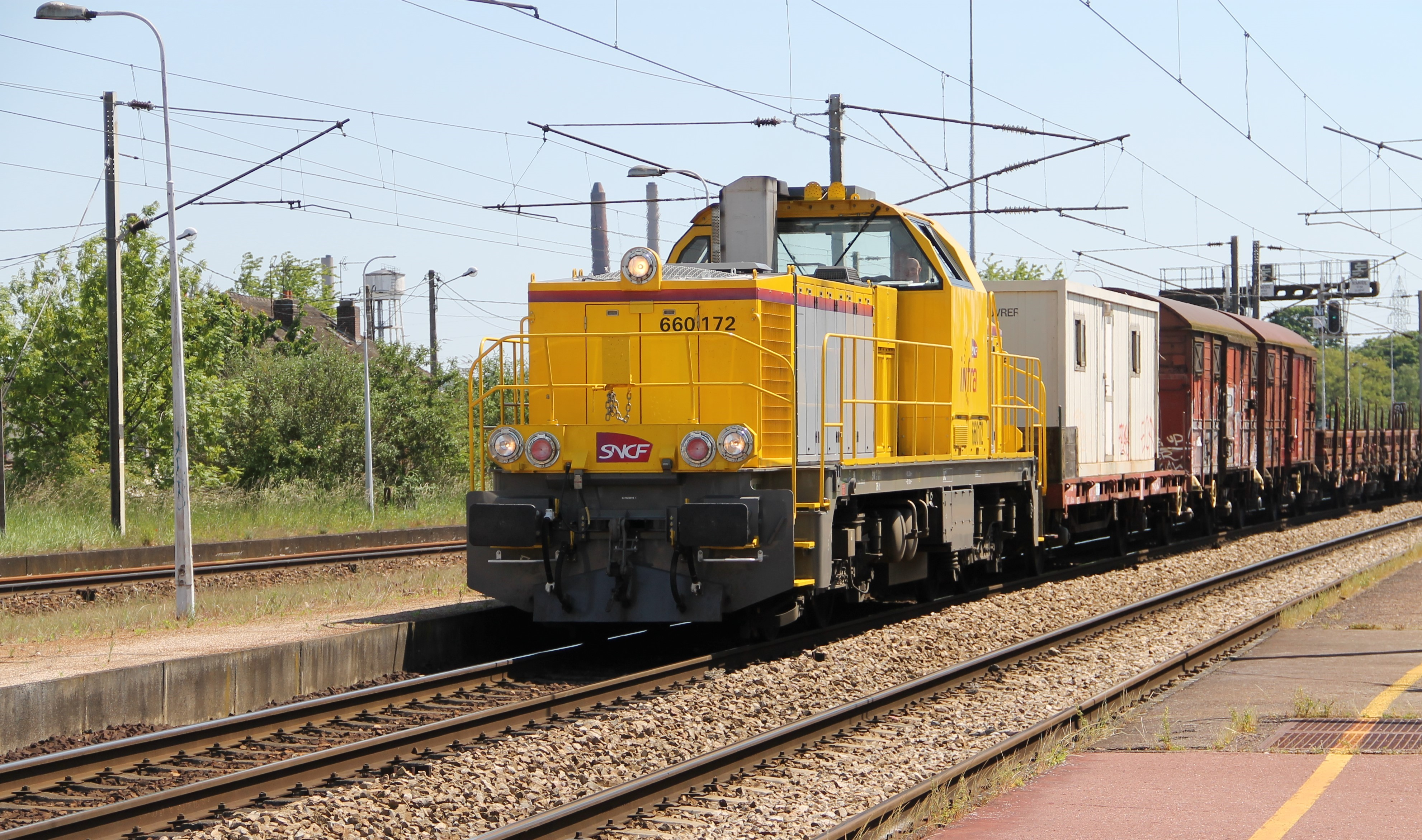
BB 60172 de l'Infra à Saint-Étienne-du-Rouvray.
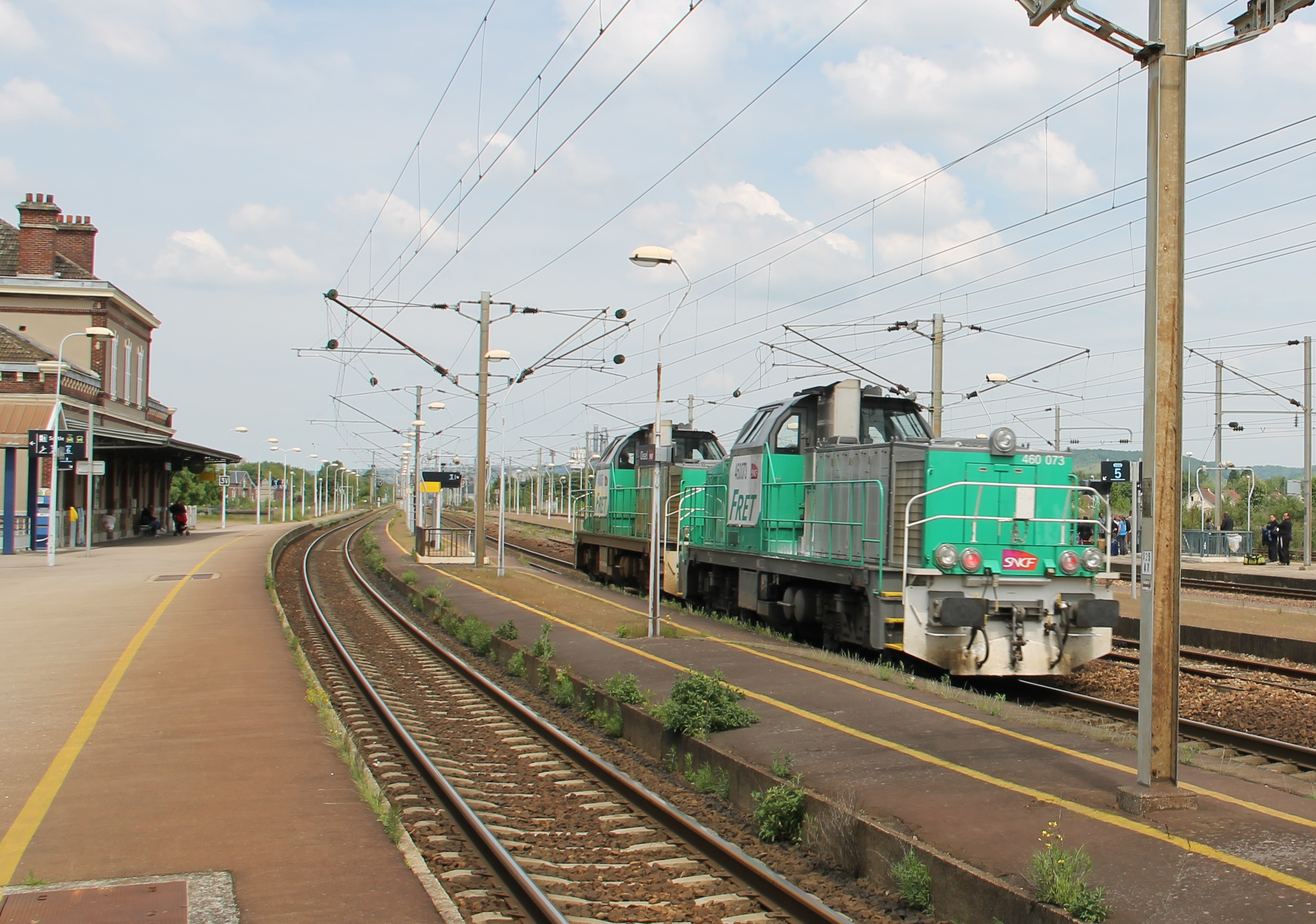
Unité multiple de BB 60000 à Oissel.
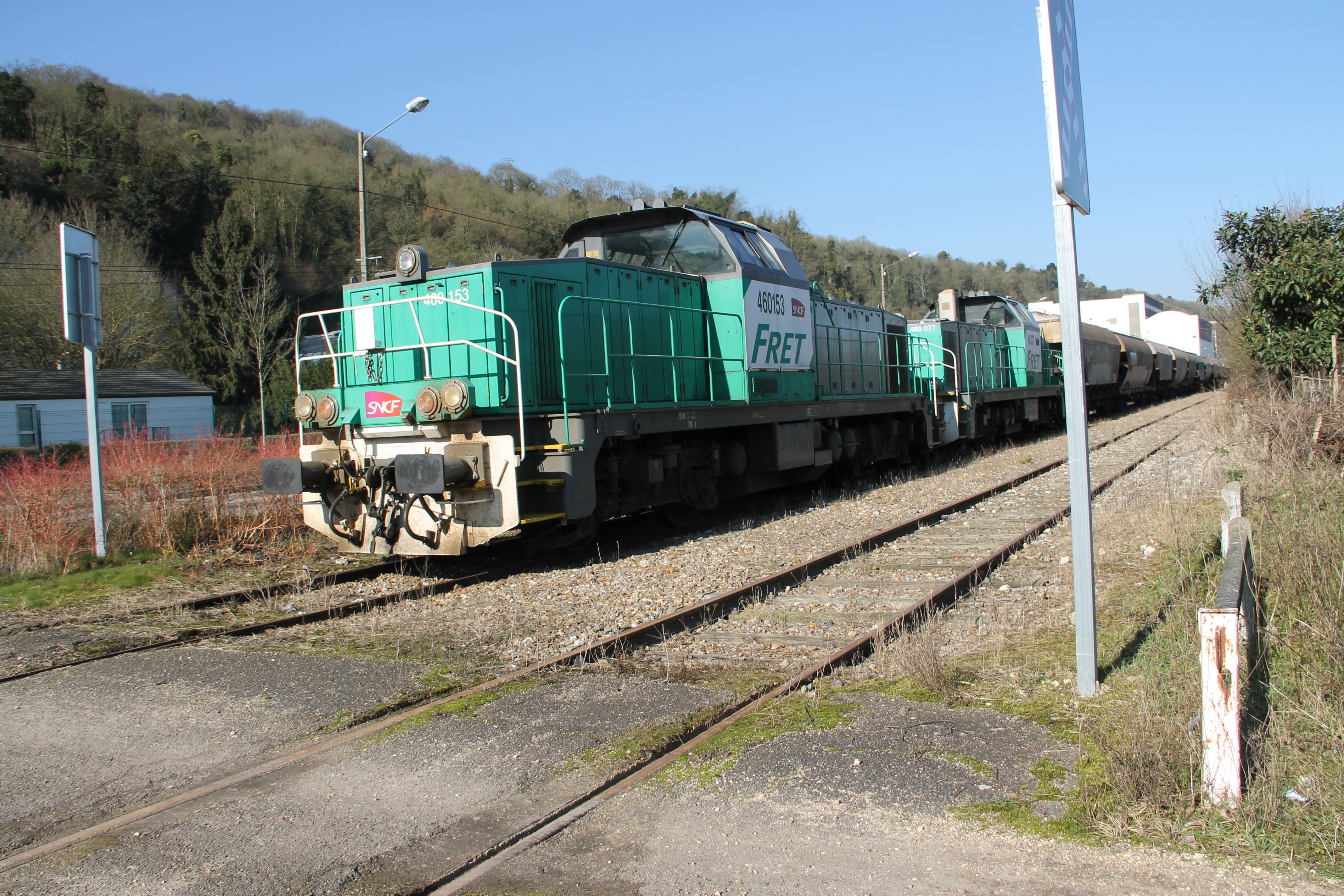
Unité multiple de BB 60000 en tête d'un train de céréales à Canteleu (rive droite du port de Rouen).
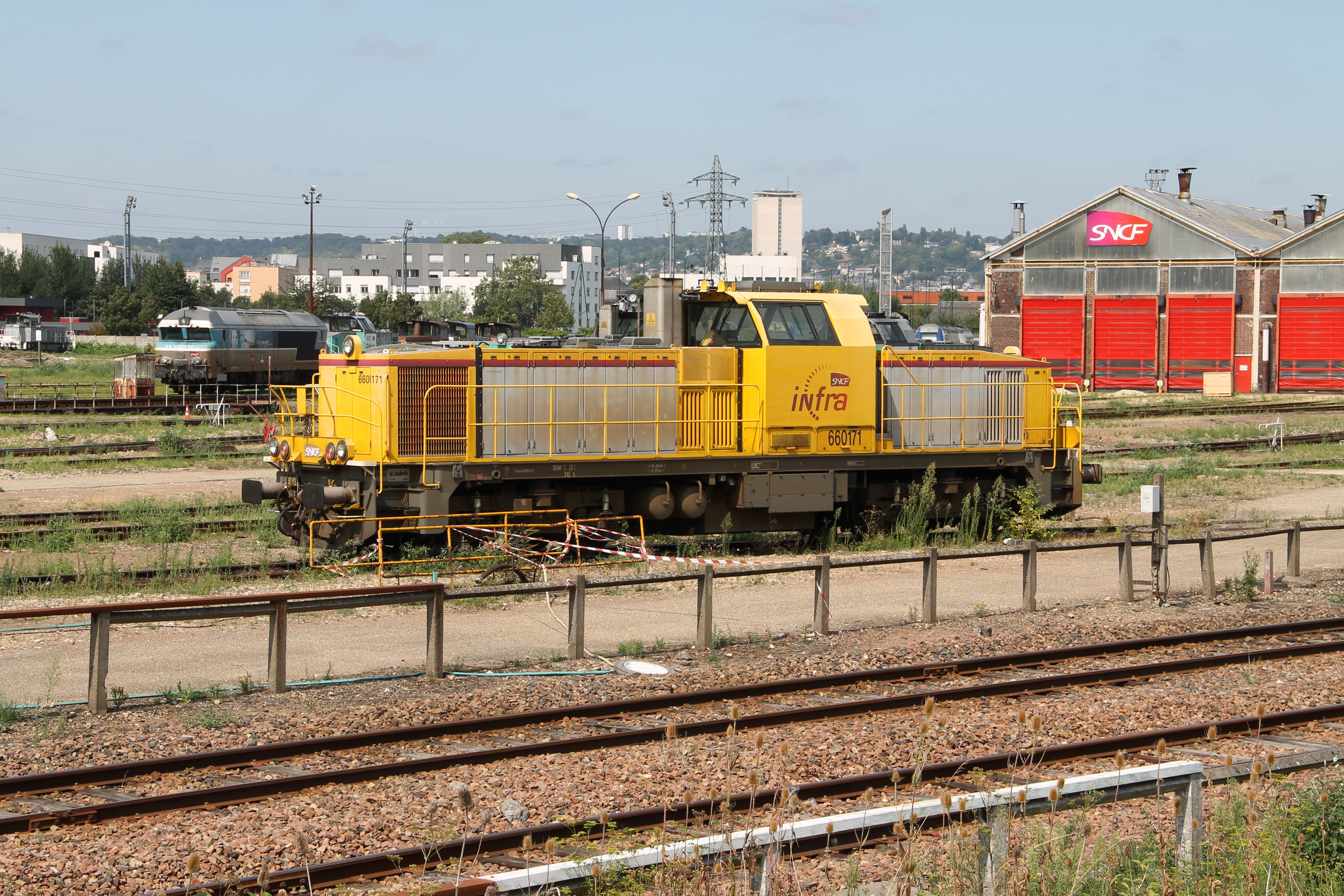
BB 60171 au dépôt de Sotteville.

## Modélisme
Ces engins ont été reproduits par la firme Piko en 2018, en livrée Fret SNCF, Infra SNCF, E-Genie et ETF.

## Sources